# Efecto Siunyáiev-Zeldóvich
El efecto Siunyáiev-Zeldóvich (efecto SZ) es el resultado de la interacción de la radiación de fondo, con electrones libres a una temperatura mayor a la de su entorno. Esta interacción se da en las grandes estructuras del universo como los supercúmulos o cúmulos galácticos. Teniendo como resultado neto un corrimiento al azul en el espectro del CMB.
Los físicos Rashid Siunyáiev (1943) y Yákov Zeldóvich (1914-1987) predijeron este efecto y dirigieron investigaciones tendentes a confirmarlo en 1969, 1972 y 1980. 

## Idea física
La densidad electrónica {\displaystyle N_{e}} en un cúmulo galáctico a una temperatura entre {\displaystyle 10^{7}}K y {\displaystyle 10^{9}}K producen una dispersión en la radiación de fondo. El efecto neto de esta dispersión es, por un lado, la disminución de intensidad en el CMB antes de los 220 GHz y un aumento en la intensidad registrada después de los 220 GHz. Este efecto hace ver en algunos casos regiones del CMB más frías (150 GHz), regiones homogéneas (220 GHz) y regiones más calientes (275 GHz).
Si por ejemplo se hace un censo a 275 GHz de la radiación de fondo, se observaran regiones mucho más calientes que el promedio, descubriendo así las estructuras de los cúmulos galácticos, estas variaciones no tienen nada que ver con las fluctuaciones de densidad del CMB.

## Calculando la distancia a un cúmulo
Debido a que este fenómeno es independiente del corrimiento al rojo, se puede calcular la distancia a la que se encuentra el cúmulo a partir del efecto S-Z y la emisión en rayos X producido por el bremsstrahlung.
Si se supone que el cúmulo es esférico y está a una distancia D, con un diámetro angular {\displaystyle \theta \approx 0} y con un diámetro L, entonces:

{\displaystyle D={\frac {L}{2\theta }}}

el ángulo {\displaystyle \theta } se puede obtener de las imágenes que sufren el efecto S-Z. Para obtener el diámetro L, se usa lo siguiente: se sabe que la emisión bremsstrahlung en rayos X es:

{\displaystyle I_{x}\propto LN_{e}^{2}}

y por el efecto S-Z que:

{\displaystyle {\frac {\Delta T_{SZ}}{T_{CMB}}}\propto LN_{e}}

donde:
- {\displaystyle \Delta T_{SZ}} es la diferencia de temperatura producida por el efecto S-Z,
- {\displaystyle T_{CMB}} es la temperatura del CMB,
- {\displaystyle L} el diámetro del cúmulo y
- {\displaystyle N_{e}} la densidad electrónica, entonces:

{\displaystyle I_{x}=L\left({\frac {\Delta T_{SZ}}{LT_{CMB}}}\right)^{2}}

{\displaystyle L={\frac {1}{I_{x}}}\left({\frac {\Delta T_{SZ}}{T_{CMB}}}\right)^{2}}

así, la distancia es:  

{\displaystyle D={\frac {\Delta T_{SZ}^{2}}{2I_{x}\theta }}T_{CMB}^{2}}

Este método es independiente del corrimiento al rojo, dando un parámetro más, para encontrar la constante de Hubble.

## Cronología de las observaciones
- 1983 – Investigadores del Cambridge Radio Astronomy Group y del Owens Valley Radio Observatory detectaron por primera vez el efecto Sunyaev-Zel'dovich de las agrupaciones galácticas.
- 1993 – El telescopio Ryle fue el primer telescopio en ofrecer imágenes de agrupaciones galácticas en el efecto Sunyaev-Zel'dovich.
- 2003 – La nave espacial WMAP cartografía la radiación de fondo de microondas (Cosmic Microwave Background, CMB) para todo el cielo con alguna (limitada) sensibilidad al efecto Sunyaev-Zel'dovich
- 2005 – El Atacama Pathfinder Experiment – la cámara Sunyaev-Zel'dovich vio la primera luz y poco después comenzó agudas observaciones de los cúmulos de galaxias
- 2005 – El Arcminute Microkelvin Imager y el Sunyaev–Zel'dovich Array comienzan cada uno encuestas de alto corrimiento al rojo de agrupaciones de galaxias usando el efecto Sunyaev–Zel'dovich.
- 2007 – El Telescopio Polo Sur (South Pole Telescope, SPT) vio la primera luz el 16 de febrero de 2007 y las observaciones científicas comenzaron en marzo de ese mismo año.
- 2007 – El telescopio cosmológico de Atacama (Atacama Cosmology Telescope, ACT) vio la primera luz el 8 de junio y pronto comenzará una encuesta SZ  de agrupaciones de galaxias.
- 2008 –  El telescopio Polo Sur (SPT) descubre por primera vez las agrupaciones de galaxias a través del efecto SZ.
- 2009 – El satélite Planck, lanzado el 14 de mayo de 2009 para realizar un estudio completo SZ del cielo de agrupaciones de galaxias.
- 2012 – El telescopio cosmológico de Atacama (ACT) realiza la primera detección estadística del efecto SZ cinemático.[1]
- 2012 – La primera detección del efecto SZ cinemático en un objeto se observó en MACS J0717.5+3745,[2] confirmed in 2013.[3]